# Metal de Britania
El metal de Britania es un tipo específico de aleación de peltre, popular por su aspecto plateado y su superficie lisa. Su composición típica es aproximadamente 92% de estaño, 6% de antimonio y 2% de cobre.
La aleación fue producida por primera vez en 1769 como "Vicers White Metal" (Metal blanco Vickers). Es dúctil y de laminación, fusión y moldeo fáciles, aunque la manera más normal de trabajarla es el repujado al torno. A partir de 1846 se comenzó a generalizar su uso como base de objetos galvanizados con plata. Una de las aplicaciones más conocidas de esta aleación es la fabricación de las  estatuillas galvanizadas con oro de los premios Óscar de la estadounidense Academia de las Artes y las Ciencias Cinematográficas.
George Orwell, en su ensayo "A Nice Cup of Tea" (publicado en el London Evening Standard el 12 de enero de 1946), afirma que la tetera de metal de Britannia "produce té de inferior calidad" al producido en teteras de porcelana.